# Sésklo
Sésklo (grec moderne : Σέσκλο), est un village de 862 habitants (2011) situé au nord-est de la Grèce, appartenant au dème de Vólos.

## Site archéologique
Il est le premier village de l'Europe néolithique. Datant de 7500 ans, plus de 3 000 habitants y vivaient. Ils faisaient des poteries et domestiquaient des cochons, vaches, chèvres et moutons.